# I. Theodóra trapezunti császárnő
I. Theodóra (1250 körül – 1285 után), görögül: Θεοδώρα Α΄ Μεγάλη Κομνηνή της Τραπεζούντας, grúzul: თეოდორა დიდი კომნენოსი, ტრაპიზონის იმპერიის იმპერატორი, olaszul: Teodora Comnena, imperatrice di Trebisonda, törökül: Trabzon imparatoriçesi Theodora Megali Komnini, latinul: Theodora Comnena, imperatrix Trapezuntina, trapezunti császári hercegnő, apáca, trapezunti császárnő. A Komnénosz-házból származott. II. Alexiosz trapezunti császár nagynénje.

## Élete
Apja I. (Komnénosz) Mánuel tapezunti császár, édesanyja Grúziai Ruszudani.
A bizánci belső kapcsolatok a Bizánci Birodalom 1204-es széthullásakor is megmaradtak, mikor Konstantinápolyt a IV. keresztes hadjáratban a nyugatiak elfoglalták, és ezt sok esetben házasságokkal is megpecsételték. Ennek a hagyománynak volt a folytatása, hogy Konstantinápolyban 1282. szeptember vagy december körül II. (Komnénosz) János trapezunti császár feleségül vette VIII. Mihály bizánci császár lányát, Palaiologosz Eudokia hercegnőt. Nem sokkal a lánya esküvője után, 1282. december 11-én meghalt VIII. Mihály bizánci császár, majd pedig a következő évben, 1283. április 25-én II. János trapezunti császár Trapezuntba viszi Eudokiát, ahol azon év őszén megszületett a trónörökös, a későbbi II. Alexiosz.
1284-ben azonban II. János nővére, az apáca Teodóra trónfosztotta féltestvérét, és I. Teodóra néven bitorolta a trónt. Egy évvel később az üccse visszavette a kormányzást Teodórától.